# Kanton Paray-le-Monial
Paray-le-Monial is een kanton van het Franse departement Saône-et-Loire. Het kanton maakt deel uit van het arrondissement Charolles.

## Gemeenten
Het kanton Paray-le-Monial omvatte tot 2014 de volgende 10 gemeenten:
- Hautefond
- L'Hôpital-le-Mercier
- Nochize
- Paray-le-Monial (hoofdplaats)
- Poisson
- Saint-Léger-lès-Paray
- Saint-Yan
- Versaugues
- Vitry-en-Charollais
- Volesvres

Door de herindeling van de kantons bij decreet van 18 februari 2014, met uitwerking op 22 maart 2015 werd het kanton uitgebreid met de 12 gemeenten van het opgeheven kanton Marcigny, namelijk:
- Anzy-le-Duc
- Artaix
- Baugy
- Bourg-le-Comte
- Céron
- Chambilly
- Chenay-le-Châtel
- Marcigny
- Melay
- Montceaux-l'Étoile
- Saint-Martin-du-Lac
- Vindecy